# ويتلاند مقاطعة فيرنون (ويسكونسن)
ويتلاند، مقاطعة فيرنون (بالإنجليزية: Wheatland, Vernon County, Wisconsin)‏ هي بلدة تقع بولاية ويسكونسن في الولايات المتحدة. تبلغ مساحتها 71.5 (كم²)، وترتفع عن سطح البحر 352 م، بلغ عدد سكانها 533 نسمة في عام 2000 حسب إحصاء مكتب تعداد الولايات المتحدة وتصل الكثافة السكانية فيها 7.8 نسمة/كم2.

## وصلات خارجية
- The US50 - Cities and Towns in Wisconsin State
- Wisconsin Cities and Towns, Facts, Map, Flag, Colleges, Government, and More